# Wolfgang Kahleis
Axel Wolfgang Kahleis, född 29 april 1877 i Göteborg, död (drunknad) 4 juni 1921 i Bjärka-Säby (folkbokförd i Maria Magdalena församling i Stockholm), var en svensk dekorationsmålare. Han hade ateljé på Hornsgatan 42 på Södermalm i Stockholm.
Wolfgang Kahleis hjälpte bland annat Knut Tivander att göra teaterkulisser för Jules Vernes Jorden runt på åttio dagar efter förebilder i Paris och Berlin.
I Pilaboparkens teater i Smålands Anneberg förvaras en samling kulisser, som målats av Wolfgang Kahleis. De är målade omkring 1915. En uppsättning gjordes för kavalleriregementet Smålands husarer i Eksjö och en andra för den dåvarande teatern i Föreningshuset i Anneberg.